# مارتن دوکروت
مارتن دوکروت (هلندی: Maarten Ducrot؛ زادهٔ ۸ آوریل ۱۹۵۸) دوچرخه‌سوار اهل هلند است.